# Helmut Nickel

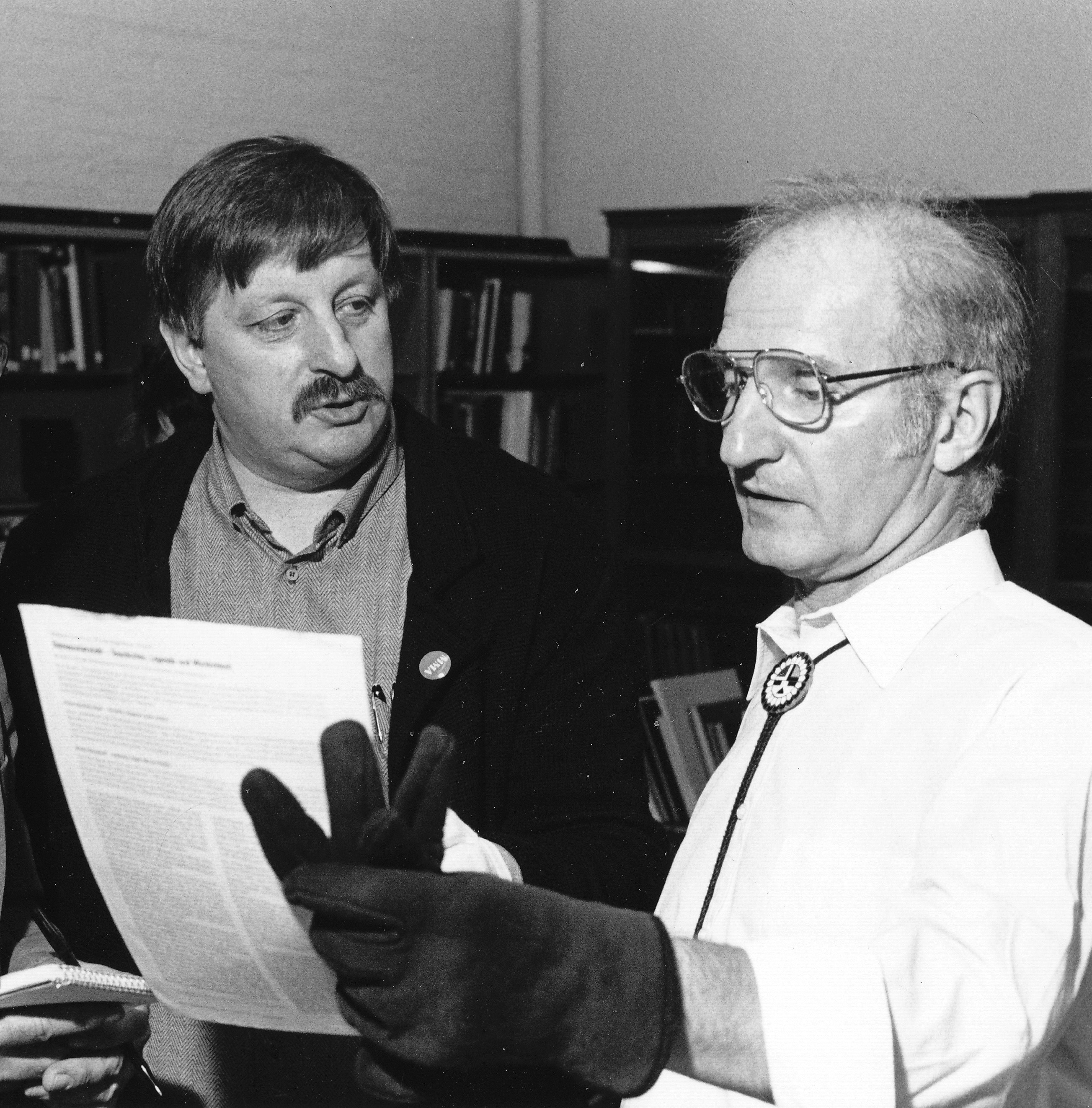
Manfred Sachse (links) und Helmut Nickel (Foto 1985)

Helmut Nickel (* 24. März 1924 in Quohren bei Dresden; † 5. Juni 2019 in Naples, Florida) war ein deutscher Kunsthistoriker, Waffenhistoriker sowie Comiczeichner und -autor. Als Zeichner und Autor diverser Serien hat er den deutschen Comic in den 1950er Jahren deutlich geprägt.

## Leben und Werk

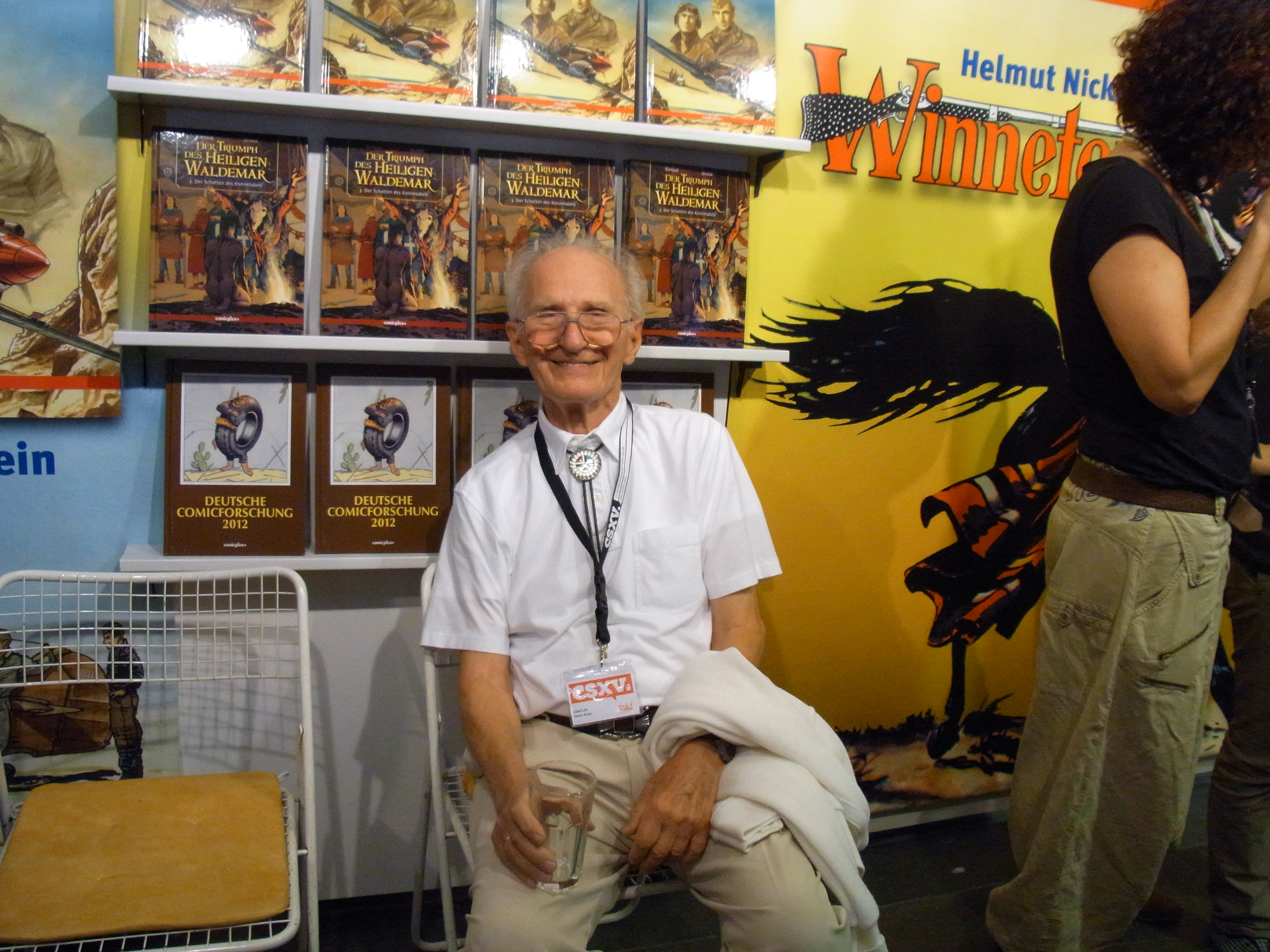
Helmut Nickel in Erlangen auf dem Comic Salon 2012

Nickel, der schon als Kind gern zeichnete, wollte nach dem Abitur Veterinärmedizin studieren, wurde jedoch eingezogen. Er kam als Soldat in Belgien in Kriegsgefangenschaft, wo er nach eigener Aussage zum professionellen Zeichnen kam, als der Lagerkommandant für das Kino seines Schwiegervaters einen Plakatmaler suchte und eine Zeichnung entdeckte, die Nickel für einen Mitgefangenen angefertigt hatte. Nach seiner Entlassung durfte er als „Bürgerlicher“ in der sowjetischen Besatzungszone kein Studium aufnehmen. So setzte sich Nickel 1948 nach West-Berlin ab und schrieb sich an der dortigen, kurz zuvor gegründeten Freien Universität für Kunstgeschichte und Ethnologie ein.
Um sein Studium zu finanzieren, jobbte Nickel in einer Werbeagentur. Nebenbei erstellte er seinen ersten Comic: die Comicfassung des Klassikers Die drei Musketiere von Alexandre Dumas. Verlegt wurde dieser durch den Gerstmayer Verlag. Die Tätigkeit als Comiczeichner wurde ihm von einer Kollegin vermittelt, die als Schriftmalerin bei derselben Werbeagentur wie Nickel arbeitete. Weitere Werke zu jener Zeit waren das von ihm vollständig gestaltete und anfangs unter dem Pseudonym Hugh J. Haffspoke veröffentlichte Don Pedro, eine Zweitserie von Hot Jerry, das er auch tuschte, unter dem Pseudonym H. Humbert die Science-Fiction-Reihe Titanus, das nach drei Heften von Hansrudi Wäscher übernommen wurde, und Robinson, das er von Willi Kohlhoff übernahm. Während Kohlhoff sich sehr stark an der Vorlage Daniel Defoes orientierte, machte Nickel aus seinem Protagonisten einen Weltreisenden, den seine Schiffsreisen 82 Hefte lang zu den verschiedensten exotischen Schauplätzen führten. Darüber hinaus zählten Francis Drake, der Korsar der Königin und Peters seltsame Reisen für den Walter Lehning Verlag ebenfalls zu Nickels Werken. Bei letzterem ließ er zu Anfang seinen Protagonisten mit den Figuren aus dem Universum von Hansrudi Wäscher zusammentreffen.
1959 bekam Nickel eine zeitintensive Anstellung als wissenschaftlicher Mitarbeiter in einem Berliner Museum, die ihm keine weiteren Nebentätigkeiten mehr erlaubte. Nachdem er durch seine Dissertation (Der mittelalterliche Reiterschild des Abendlandes, FU Berlin, 1958) als Fachmann galt, bewarb sich Nickel erfolgreich auf ein Stellenangebot des New Yorker Metropolitan Museums als Kurator der historischen Waffensammlung. Weil ihm dieser Job wieder mehr zeitliche Freiheiten gab, nutzte er die Gelegenheit, weiter an Comics zu arbeiten, als der Walter Lehning Verlag an ihn herantrat, um eine Comicfassung von Winnetou zu erstellen, nachdem die Karl-May-Rechte 1962 frei geworden waren. Für den Walter Lehning Verlag arbeitete Nickel bis 1964, als der Verleger seine Zahlungen an ihn über Monate verzögerte. Dies war gleichzeitig auch das Ende seiner Laufbahn als Comiczeichner. Bis zum Erreichen des Ruhestandes im Jahr 1989 arbeitete Nickel für das Metropolitan Museum, danach zog er nach Florida, wo er im Juni 2019 im Alter von 95 Jahren starb. 2011 wurde ihm auf dem Comicfestival München für sein Lebenswerk PENG! – Der Münchner Comicpreis verliehen.
Nickel, der seine Arbeiten in einem Interview in den 1970er Jahren rückblickend als „Edelschund“ bezeichnete, nutzte die von ihm gestalteten Comics, um dem Leser in völkerkundlichen Exkursionen die Kultur und Geschichte der jeweiligen historischen Schauplätze näher zu bringen. Laut Andreas C. Knigge hat er neben Hansrudi Wäscher den deutschen Comic in den 1950er Jahren am stärksten geprägt.

## Veröffentlichungen
- Helmut Nickel: Der mittelalterliche Reiterschild des Abendlandes. Berlin 1958.
- Helmut Nickel: Ullstein Waffenbuch. Berlin 1974.
- Einleitung „Schwertmagie und Schwertmythos“ in der zweiten Auflage von Manfred Sachses „Damaszener Stahl“, Verlag Stahleisen, 1993